# Alireza Heidari
Alireza Heidari, persisch عليرضا حيدری, (* 4. März 1976 in Teheran) ist ein iranischer Freistilringer und Teilnehmer an den Olympischen Sommerspielen 2000 in Sydney und 2004 in Athen.
Alireza Heidari gilt als einer der besten iranischer Ringer aller Zeiten.
Während er bei den Olympischen Spielen 2000 in Sydney die Medaillenränge verpasste und am Ende Sechster wurde, gewann er bei den Spielen von Athen im "Schwergewicht (96 kg)" die Bronzemedaille.
Der iranische Ausnahmesportler gewann eine Weltmeisterschaft, drei Weltpokale, vier Asienmeisterschaften, dreimal die Asienspiele, einmal die Weltmilitärspiele und zwei Universitäts-Weltmeisterschaften. Mit dieser Bilanz gehört er zu den erfolgreichsten iranischen Freistilringern aller Zeiten.
Alireza Heidari hat neben seinen sportlichen Erfolgen auch sein Studium im Fach Jura erfolgreich abgeschlossen.